# Jüdisches Kriegerdenkmal (Aschaffenburg)

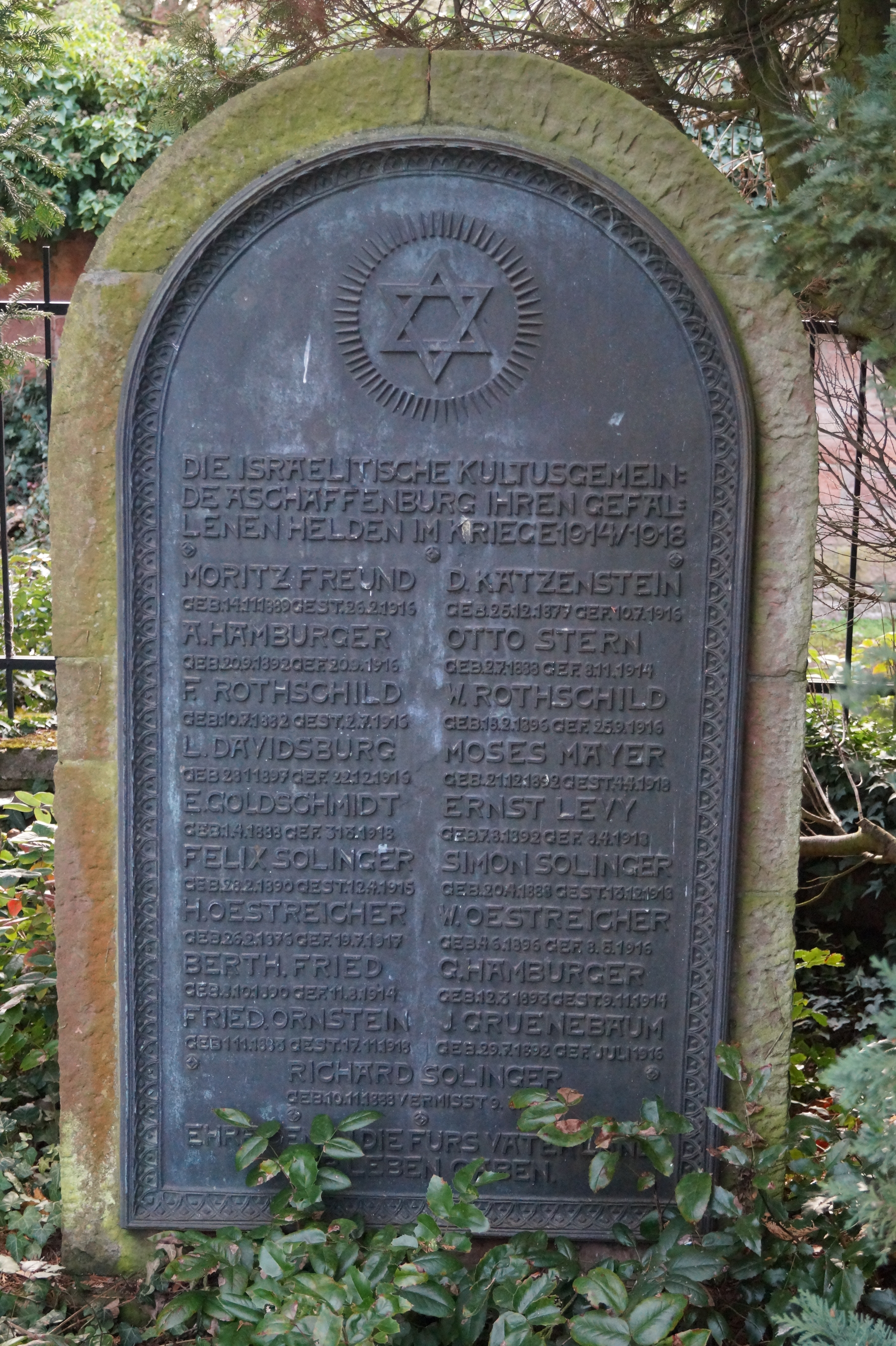
Kriegerdenkmal auf dem jüdischen Friedhof in Aschaffenburg

Das Jüdische Kriegerdenkmal auf dem jüdischen Friedhof in Aschaffenburg, einer Stadt in Unterfranken in Bayern, ist ebenso wie der gesamte Friedhof ein geschütztes Kulturdenkmal.

## Beschreibung
Das Kriegerdenkmal zu Ehren der im Ersten Weltkrieg gefallenen Soldaten aus der jüdischen Gemeinde Aschaffenburg befand sich ursprünglich in der 1938 zerstörten Synagoge.

Auf dem jüdischen Friedhof, der ein Teil des Aschaffenburger Altstadtfriedhofes ist, steht rechts vom Eingang das Denkmal für die gefallenen jüdischen Soldaten mit der folgenden Inschrift unter einem Davidstern: 

„DIE ISRAELITISCHE KULTUSGEMEINDE ASCHAFFENBURG IHREN GEFALLENEN HELDEN IM KRIEGE 1914/1918
MORITZ FREUND
GEB.14.11.1889 GEST.16.2.1916
A. HAMBURGER
GEB.20.9.1892 GEF.20.9.1916
F. ROTHSCHILD
GEB.10.7.1882 GEST.2.7.1916
L. DAVIDSBURG
GEB.28.11.1897 GEF.22.10.1916
E. GOLDSCHMIDT
GEB.1.4.1888 GEF.31.3.1918
FELIX SOLINGER
GEB.28.2.1890 GEST.12.4.1915
H. OESTREICHER
GEB.26.2.1876 GEF.19.7.1917
BERTH. FRIED
GEB.8.10.1890 GEF.11.8.1914
FRIED. ORNSTEIN
GEB.1.11.1883 GEST.17.11.1918
D. KATZENSTEIN
GEB.28.12.1877 GEF.10.7.1916
OTTO STERN
GEB.2.7.1888 GEF.8.11.1914
W. ROTHSCHILD
GEB.18.2.1896 GEF.25.9.1916
MOSES MAYER
GEB.21.12.1892 GEST.4.4.1918
ERNST LEVY
GEB.7.8.1892 GEF.3.4.1918
SIMON SOLINGER
GEB.20.4.1888 GEST.13.12.1918
W. OESTREICHER
GEB.4.6.1896 GEF.8.5.1916
G. HAMBURGER
GEB.12.3.1893 GEST.9.11.1914
J. GRUENEBAUM
GEB.29.7.1892 GEF.JULI 1916
RICHARD SOLINGER
GEB.10.11.1888 VERMISST 9.3.1916
EHRE DENEN DIE FÜRS VATERLAND IHR LEBEN GABEN.“